# 首斬り朝
『首斬り朝』（くびきりあさ）は、原作：小池一夫、作画：小島剛夕による日本の漫画。1972年から1976年まで『週刊現代』（講談社）にて連載された時代劇漫画である。

## 概要
江戸時代の死刑執行人（首斬り人）・公儀お様（ため）し役山田朝右衛門（「首斬り朝」）を主人公にした劇画。
山田家は代々「浅右衛門（朝右衛門）」を襲名した。本来、斬首刑は奉行所の同心が行うことであったが、浅右衛門がしばしばそれを代行した。
朝右衛門が処刑するのは武士ではなく、市井の町人たちであり、描かれるドラマは、主人公である朝右衛門がメインではなく、首を斬られる側の犯罪者が、いかにしてそのような犯罪を犯すに到ったかという点に置かれている。
現在でも日本国外での人気は特に高く、アメリカのダークホースコミックス社 (Dark Horse Comics) により『Samurai Executioner』として英語版が出版され、日本を代表する漫画として高い評価を受けている。
また、本作の登場人物である坂根傘次郎が主役となったスピンオフ作品『畳捕り傘次郎』がある（連載時には「首斬り朝 第二部」のタイトルが附されていた）。
1972年にはATGによる映画化の企画も持ち上がり、監督には実相寺昭雄が決定していたが、諸般の都合により中止となった。この映画の台本はすでに原作者の小池自身の手によって書き上げられており、『シナリオ』誌1972年12月号にも掲載されている。

## 登場人物
山田 朝右衛門
山田流試刀術の三代目・山田浅右衛門吉継。
公儀お様し役。通称「首斬り朝」または「死に神朝」。
幼少時より厳しく心身を鍛えられており、いかなる時も愛刀「鬼包丁」の切っ先が揺るぐことはない。
実戦、据え物斬り、ともに当代一の腕前で、また実力のみならず教養も深い傑物。
ただし記録では「朝右衛門」と名乗ったのは五代目の吉睦からである。
坂根 傘次郎
北町奉行定廻り同心。鈎縄を使っての捕縄術「畳捕り」に長ける。
江戸の治安と庶民の暮らしを守る十手者としてプライドと正義感が強い。
それゆえ娼婦などとも身分の上下関係なく接するため、庶民から慕われている 。
後に傘次郎と新子の夫婦を主人公としたスピンオフ『畳捕り傘次郎』が連載されている。
新子
傘次郎の妻。背中に河童の彫り物があるところから通称「河童の新子」。
その名通り泳ぎの名手。江戸娘らしく芯が強くて曲がった事が嫌い。
元は盗賊であったが、朝右衛門の養女として傘次郎に嫁入りし、夫婦十手として活躍する。
内藤 与七
傘次郎の同僚の同心。
前歯がない為、通称「歯欠けの与七」。罪人を自白させる「落とし」の名人。
庶民に「歯も欠けてるが情けも欠けてる」と言われているが、実は情に篤い涙もろい性格。
中山 勘解由
火付け盗賊改役。通称「鬼勘解由」。江戸の治安を守るため、自ら江戸庶民に忌み嫌われる「鬼」になる決心する。
朝右衛門に代わって自ら首斬り役を務め、恐怖の象徴たらんとする。しかし苛烈な取締で恨みを買って偽物が横行し、その責任を取って自刃。　

## 畳捕り傘次郎
連載時には第二部扱いだったスピンオフ作品。1976年から1977年まで『週刊現代』（講談社）にて連載された。

### テレビドラマ
1981年にフジテレビの「時代劇スペシャル」において『傘次郎・新子捕物日記』のタイトルでドラマ化されている。その翌年にもその続編が放送された。原作は『首斬り朝』『畳捕り傘次郎』。製作は勝プロとCX。
放送日
- 『傘次郎・新子捕物日記 夫婦河童（めおとがっぱ)』（1981年6月26日）
- 『傘次郎新子捕物日記 夫婦十手（めおとじゅって）』（1982年6月4日）

キャスト
- 坂根傘次郎 - 渡瀬恒彦
- 坂根新子 - 原田美枝子
- 山田朝右衛門 - 梅宮辰夫

## 舞台
2010年、劇団扉座によって「新浄瑠璃 朝右衛門」のタイトルで舞台化された。作・演出は横内謙介。11月に神奈川、12月に東京で公演している。